# Rzecznik prasowy Rady Ministrów
Rzecznik prasowy Rady Ministrów – osoba odpowiadająca za kontakt polskiego rządu z mediami. Zajmuje się organizowaniem konferencji prasowych, przekazywaniem dziennikarzom komunikatów, a także nadzoruje prace Centrum Informacyjnego Rządu. Funkcję tę pełni najczęściej osoba z wykształceniem dziennikarskim (lub pokrewnym), bardzo często działacz partii rządzącej.
Stanowisko rzecznika prasowego rządu w Polsce utworzono w 1971.

## Rzecznicy prasowi Rządu (PRL)
| Lp. | Zdjęcie                                                              | Imię i nazwisko          | Okres sprawowania | Okres sprawowania | Długość urzędowania                      | Rząd                                            |
| Lp. | Zdjęcie                                                              | Imię i nazwisko          | Od                | Do                |                                          | Rząd                                            |
| --- | -------------------------------------------------------------------- | ------------------------ | ----------------- | ----------------- | ---------------------------------------- | ----------------------------------------------- |
| 1.  |                                                                      | Włodzimierz Janiurek     | 3 marca 1971      | 26 września 1980  | 3495 dni                                 | Rząd Józefa Cyrankiewicza i Piotra Jaroszewicza |
| 1.  | Rząd Piotra Jaroszewicza                                             | Włodzimierz Janiurek     | 3 marca 1971      | 26 września 1980  | 3495 dni                                 |                                                 |
| 1.  | Rząd Piotra Jaroszewicza i Edwarda Babiucha                          | Włodzimierz Janiurek     | 3 marca 1971      | 26 września 1980  | 3495 dni                                 |                                                 |
| 1.  | Rząd Edwarda Babiucha, Józefa Pińkowskiego i Wojciecha Jaruzelskiego | Włodzimierz Janiurek     | 3 marca 1971      | 26 września 1980  | 3495 dni                                 |                                                 |
| 2.  |                                                                      | Józef Barecki            | 26 września 1980  | 17 sierpnia 1981  | 325 dni                                  |                                                 |
| 3.  |                                                                      | Jerzy Urban              | 17 sierpnia 1981  | 18 kwietnia 1989  | 2802 dni                                 |                                                 |
| 3.  | Rząd Zbigniewa Messnera                                              | Jerzy Urban              | 17 sierpnia 1981  | 18 kwietnia 1989  | 2802 dni                                 |                                                 |
| 3.  | Rząd Mieczysława Rakowskiego                                         | Jerzy Urban              | 17 sierpnia 1981  | 18 kwietnia 1989  | 2802 dni                                 |                                                 |
| 4.  |                                                                      | Zbysław Rykowski         | 19 kwietnia 1989  | 15 września 1989  | 149 dni                                  |                                                 |
| 5.  |                                                                      | Małgorzata Niezabitowska | 15 września 1989  | 31 grudnia 1989   | 107 dni 479 dni (razem z okresem III RP) | Rząd Tadeusza Mazowieckiego                     |

## Rzecznicy prasowi Rządu (III RP)
| Lp.                                | Zdjęcie                              | Imię i nazwisko           | Okres sprawowania         | Okres sprawowania    | Długość urzędowania                   | Rząd                              |
| Lp.                                | Zdjęcie                              | Imię i nazwisko           | Od                        | Do                   |                                       | Rząd                              |
| ---------------------------------- | ------------------------------------ | ------------------------- | ------------------------- | -------------------- | ------------------------------------- | --------------------------------- |
| (5.)                               |                                      | Małgorzata Niezabitowska  | 31 grudnia 1989           | 7 stycznia 1991      | 372 dni 479 dni (razem z okresem PRL) | Rząd Tadeusza Mazowieckiego       |
| –                                  | Brak                                 | Brak                      | 8 stycznia 1991           | 13 stycznia 1991     | 5 dni                                 | Rząd Tadeusza Mazowieckiego       |
| 6.                                 |                                      | Andrzej Zarębski          | 14 stycznia 1991          | 26 grudnia 1991      | 346 dni                               | Rząd Jana Krzysztofa Bieleckiego  |
| 7.                                 |                                      | Marcin Gugulski           | 27 grudnia 1991           | 31 maja 1992         | 156 dni                               | Rząd Jana Olszewskiego            |
| 8.                                 |                                      | Jan Polkowski             | 1 czerwca 1992            | 9 czerwca 1992       | 8 dni                                 | Rząd Jana Olszewskiego            |
| 9.                                 |                                      | Ryszard Miazek            | 9 czerwca 1992            | 10 lipca 1992        | 31 dni                                | Rząd Jana Olszewskiego            |
| –                                  | Brak                                 | Brak                      | 11 lipca 1992             | 31 sierpnia 1992     | 51 dni                                | Rząd Jana Olszewskiego            |
| 10.                                |                                      | Zdobysław Milewski        | 1 września 1992           | 27 października 1993 | 421 dni                               | Rząd Hanny Suchockiej             |
| –                                  | Brak                                 | Brak                      | 28 października 1993      | 09 listopada 1993    | 12 dni                                | Rząd Hanny Suchockiej             |
| 11.                                |                                      | Ewa Wachowicz             | 10 listopada 1993         | 5 marca 1995         | 480 dni                               | Rząd Waldemara Pawlaka            |
| 12.                                |                                      | Aleksandra Jakubowska     | 7 marca 1995              | 31 października 1997 | 969 dni                               | Rząd Józefa Oleksego              |
| 12.                                | Rząd Włodzimierza Cimoszewicza       | Aleksandra Jakubowska     | 7 marca 1995              | 31 października 1997 | 969 dni                               |                                   |
| 13.                                |                                      | Tomasz Tywonek            | 31 października 1997      | 8 maja 1998          | 189 dni                               | Rząd Jerzego Buzka                |
| 14.                                |                                      | Jarosław Sellin           | 9 maja 1998               | 5 marca 1999         | 300 dni                               | Rząd Jerzego Buzka                |
| –                                  | Brak                                 | Brak                      | 6 marca 1999              | 25 marca 1999        | 19 dni                                | Rząd Jerzego Buzka                |
| 15.                                |                                      | Krzysztof Luft            | 26 marca 1999             | 19 października 2001 | 938 dni                               | Rząd Jerzego Buzka                |
| 16.                                |                                      | Michał Tober              | 19 października 2001      | 23 lipca 2003        | 642 dni                               | Rząd Leszka Millera               |
| 17.                                |                                      | Marcin Kaszuba            | 23 lipca 2003             | 2 maja 2004          | 284 dni                               | Rząd Leszka Millera               |
| 18.                                |                                      | Dariusz Jadowski          | 2 maja 2004               | 31 października 2005 | 547 dni                               | Pierwszy i drugi rząd Marka Belki |
| 19.                                |                                      | Konrad Ciesiołkiewicz     | 31 października 2005      | 13 lipca 2006        | 255 dni                               | Rząd Kazimierza Marcinkiewicza    |
| 20.                                |                                      | Jan Dziedziczak           | 14 lipca 2006             | 4 listopada 2007     | 478 dni                               | Rząd Jarosława Kaczyńskiego       |
| –                                  | Brak                                 | Brak                      | 5 listopada 2007          | 15 listopada 2007    | 10 dni                                | Rząd Jarosława Kaczyńskiego       |
| 21.                                |                                      | Agnieszka Liszka          | 16 listopada 2007         | 1 lipca 2008         | 228 dni                               | Pierwszy rząd Donalda Tuska       |
| –                                  | Brak                                 | Brak                      | 2 lipca 2008              | 22 lutego 2009       | 235 dni                               | Pierwszy rząd Donalda Tuska       |
|                                    |                                      | Paweł Graś                | 23 lutego 2009            | 7 stycznia 2014      | 1779 dni                              | Pierwszy rząd Donalda Tuska       |
| 22.                                | Drugi rząd Donalda Tuska             | Paweł Graś                | 23 lutego 2009            | 7 stycznia 2014      | 1779 dni                              |                                   |
| 23.                                | Drugi rząd Donalda Tuska             |                           | Małgorzata Kidawa-Błońska | 7 stycznia 2014      | 22 września 2014                      | 258 dni                           |
| 24.                                |                                      | Iwona Sulik               | 23 września 2014          | 22 stycznia 2015     | 121 dni                               | Rząd Ewy Kopacz                   |
| –                                  | Brak                                 | Brak                      | 23 stycznia 2015          | 2 lutego 2015        | 10 dni                                | Rząd Ewy Kopacz                   |
| (23.)                              |                                      | Małgorzata Kidawa-Błońska | 3 lutego 2015             | 25 czerwca 2015      | 142 dni                               | Rząd Ewy Kopacz                   |
| 25.                                |                                      | Cezary Tomczyk            | 25 czerwca 2015           | 16 listopada 2015    | 144 dni                               | Rząd Ewy Kopacz                   |
| 26.                                |                                      | Elżbieta Witek            | 16 listopada 2015         | 8 stycznia 2016      | 53 dni                                | Rząd Beaty Szydło                 |
| 27.                                |                                      | Rafał Bochenek            | 8 stycznia 2016           | 18 grudnia 2017      | 710 dni                               | Rząd Beaty Szydło                 |
| 27.                                | Pierwszy rząd Mateusza Morawieckiego | Rafał Bochenek            | 8 stycznia 2016           | 18 grudnia 2017      | 710 dni                               |                                   |
| 28.                                |                                      | Joanna Kopcińska          | 19 grudnia 2017           | 4 czerwca 2019       | 532 dni                               |                                   |
|                                    |                                      | Piotr Müller              | 4 czerwca 2019            | 13 grudnia 2023      | 1653 dni                              |                                   |
| 29.                                |                                      | Piotr Müller              | 4 czerwca 2019            | 13 grudnia 2023      | 1653 dni                              |                                   |
| Drugi rząd Mateusza Morawieckiego  |                                      | Piotr Müller              | 4 czerwca 2019            | 13 grudnia 2023      | 1653 dni                              |                                   |
| Trzeci rząd Mateusza Morawieckiego |                                      | Piotr Müller              | 4 czerwca 2019            | 13 grudnia 2023      | 1653 dni                              |                                   |
| –                                  | Brak                                 | Brak                      | 13 grudnia 2023           | 30 czerwca 2025      | 565 dni                               | Trzeci rząd Donalda Tuska         |
| 30.                                |                                      | Adam Szłapka              | 1 lipca 2025              |                      | 30 dni                                | Trzeci rząd Donalda Tuska         |